# 高邑勉
高邑 勉（たかむら つとむ、1974年5月30日 - ）は、日本の政治家。元衆議院議員（1期）。鳩山由紀夫元首相が理事長を務める公益財団法人「友愛」理事。

## 来歴
山口県山口市生まれ。山口市立白石小学校、山口大学教育学部附属山口中学校、山口県立山口高等学校、慶應義塾大学法学部政治学科卒業（大学入学は指定校推薦による推薦入学）。
大学卒業後、日本生命保険相互会社、メリルリンチ日本証券勤務を経て、民主党参議院議員（当時）・鈴木寛の秘書を務める。2005年から北京大学国際関係学院・同大学院に留学し、修士号（国際関係専攻）を取得する。
2007年6月、次期総選挙に山口1区から民主党公認で立候補する意向を表明。2009年8月の第45回衆議院議員総選挙では、小選挙区で自由民主党現職の高村正彦に敗れるが、重複立候補していた比例中国ブロックで復活し、初当選。
2012年6月、衆議院議員を辞職し、山口県知事選挙（7月12日告示、7月29日投開票）に民主党を離党して無所属で出馬する意向を表明。自民党・公明党の両党県連の推薦を受けいち早く山口県知事選への立候補を表明した山本繁太郎に対し、民主党山口県支部連合会が5月の時点で独自候補の擁立を断念したことに業を煮やし、保守系の元防府市議に出馬を打診され「県民に選択肢を示す」として出馬を決意したものだった。
2012年6月27日、民主党に離党届を提出、同年7月3日に離党が承認され、同年7月10日に衆議院議長に対し議員辞職願を提出し、許可された（山口県議会議員の三浦昇が繰り上げ当選）。選挙戦では「脱既成政党」を掲げ、基金創設による産業再生を軸に民主党の政策と異なる独自色の強い政策を掲げるも、「脱原発」を旗印に同じく政党の支援を受けずに立候補した飯田哲也に無党派層や一部の民主党支持層（民主党は一時、飯田を独自候補に据える動きがあった）を喰われる結果となり埋没、55,418票を獲得するも山本、飯田に次ぐ3位で落選した（得票率は10.4%で、供託金没収は免れた）。
2014年1月29日、山口県庁の県政記者クラブにおいて、山本の病気辞職に伴う山口県知事選挙への出馬を表明。一時は前回知事選に出馬した飯田との共闘を見据え、上関原子力発電所の新設反対を掲げて独自色を打ち出したが、支持が広がらず落選した。
2014年11月に翌月の第47回衆議院議員総選挙に山口1区から維新の党の公認で立候補することが発表されたが、落選。
2015年10月の維新の党分裂に際しては、新党結成を目指す大阪系議員らが維新の党の解党を議決した10月24日の臨時党大会に出席したと報じられた。
2016年2月9日におおさか維新の会衆院東京4区支部長就任が発表されたが、12月13日に支部長を辞退したことが発表された。
2022年ころ、日本維新の会所属の衆議院議員である池畑浩太朗の秘書を務める。
2024年12月、国民民主党所属の衆議院議員である向山好一の事務所で勤務していることが明らかになった。

## 政策
- 選択的夫婦別姓制度導入について、「どちらとも言えない」としている[21]。

## 役職
- 北京日本人会理事（留学中の2004年頃）[22]
- 一般社団法人日中一帯一路促進協会代表理事
- 一般財団法人日中韓国際貿易促進協会会長[23]
- 日中医療福祉交流協会顧問[24]